# 1-я кавалерийская дивизия (Польша)

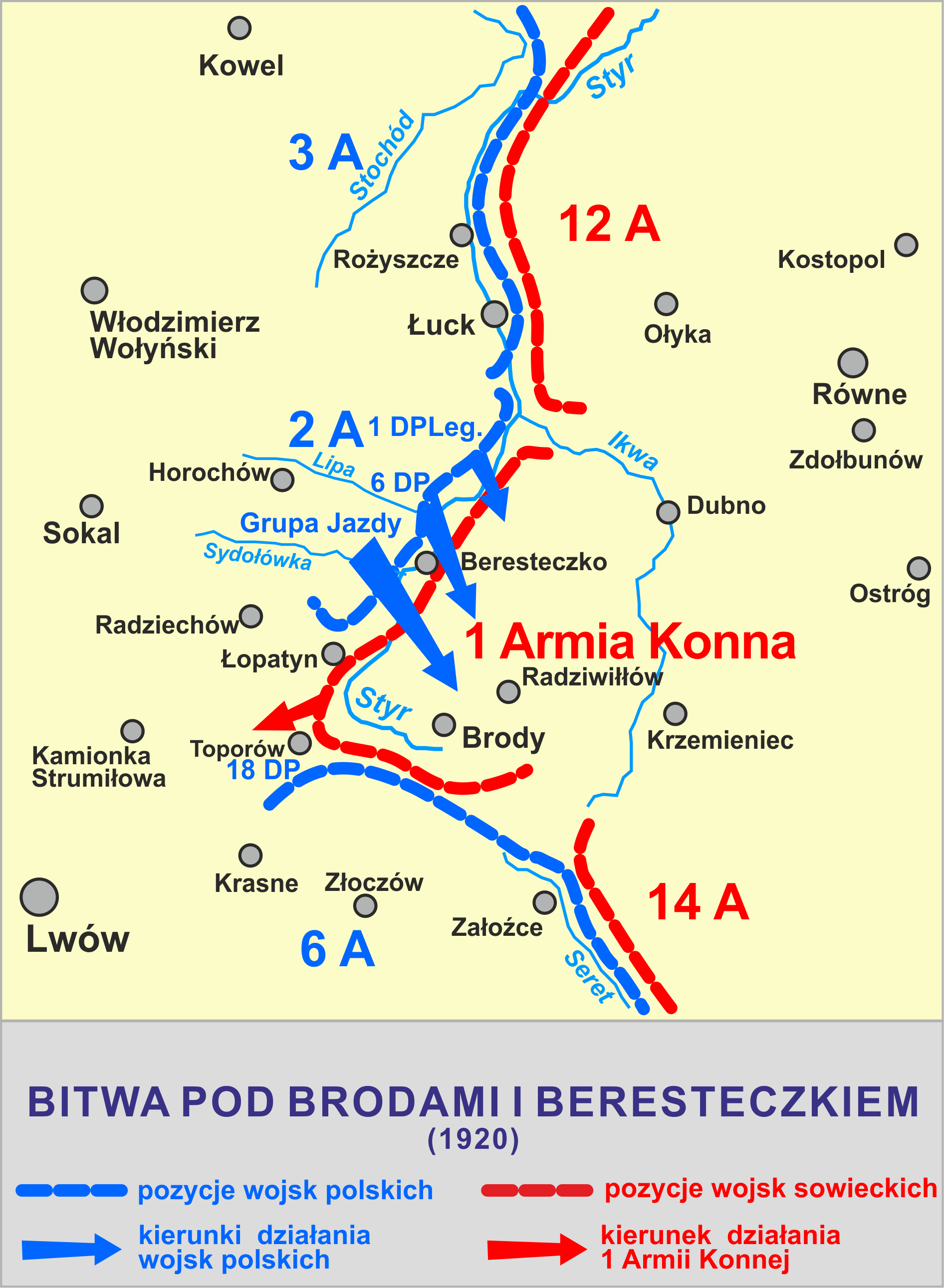
29 lipca — 3 sierpnia 1920

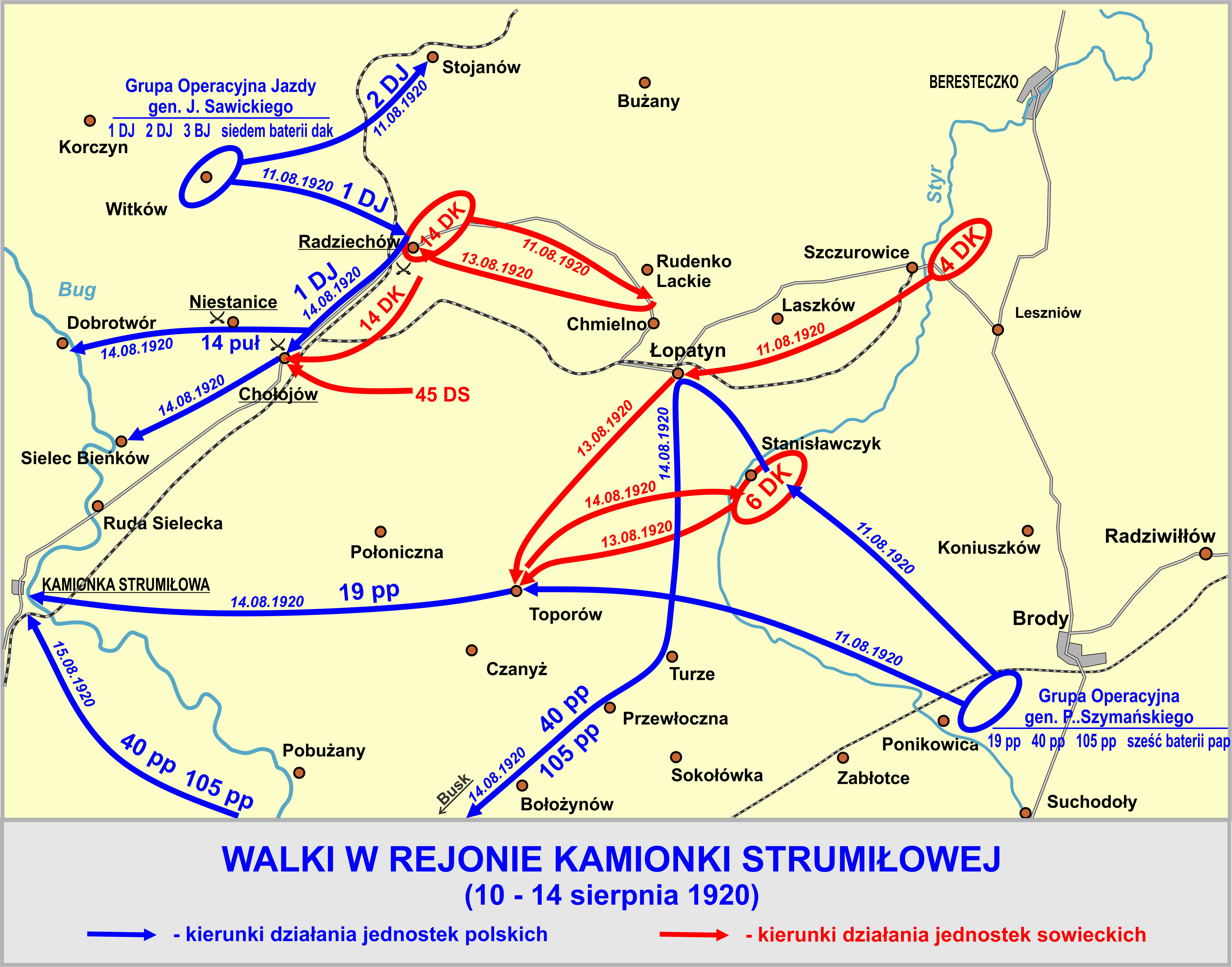

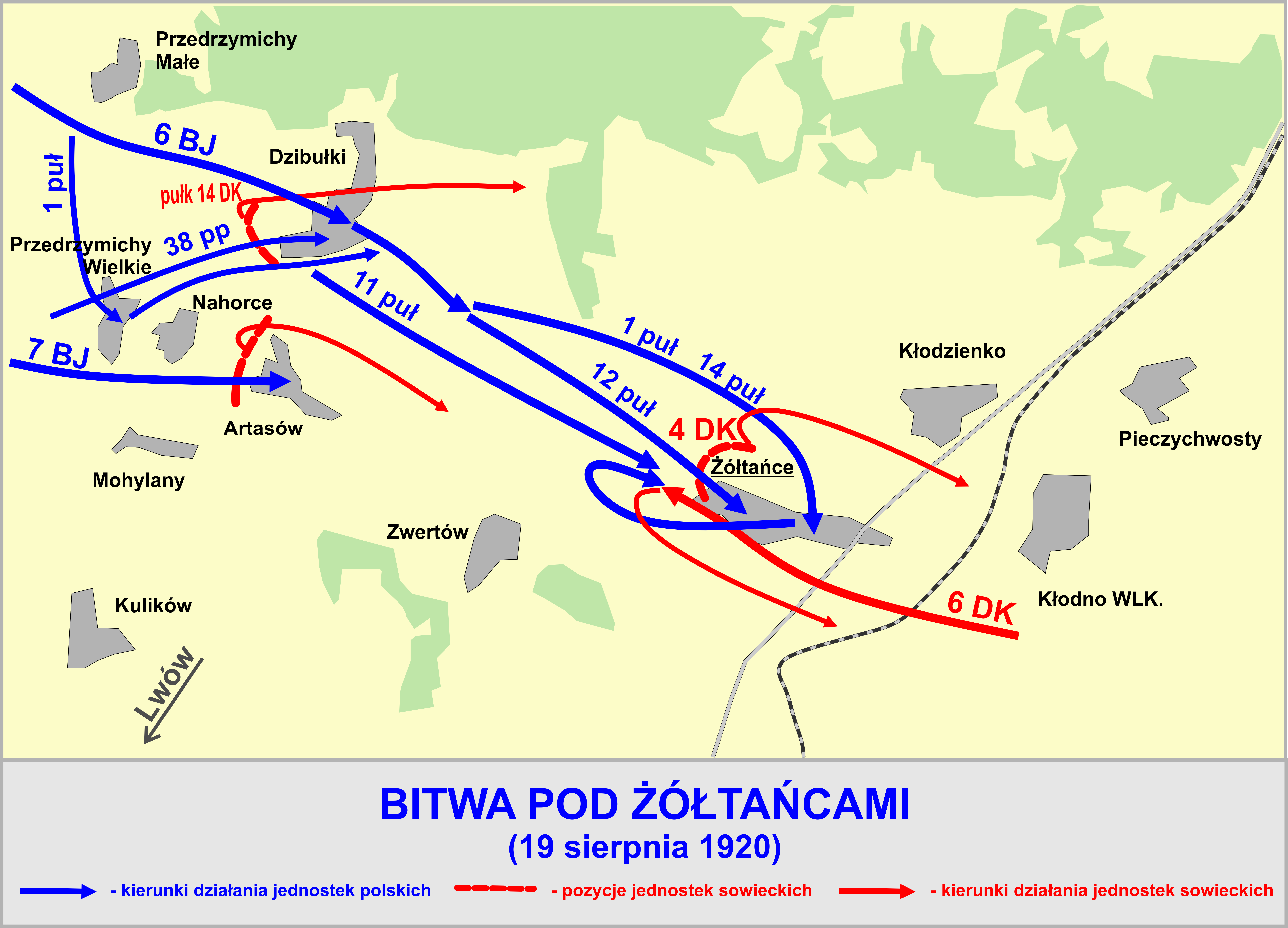

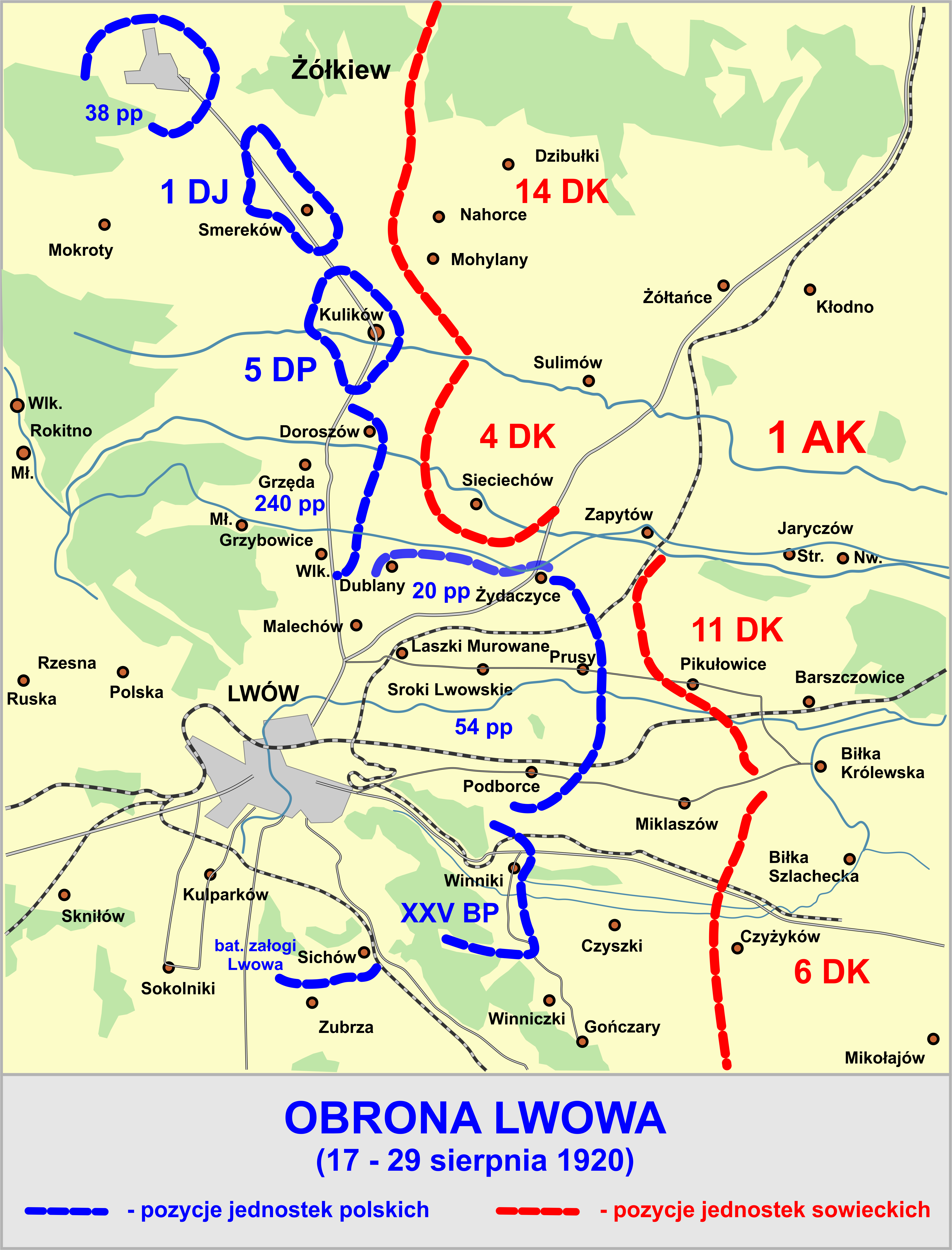

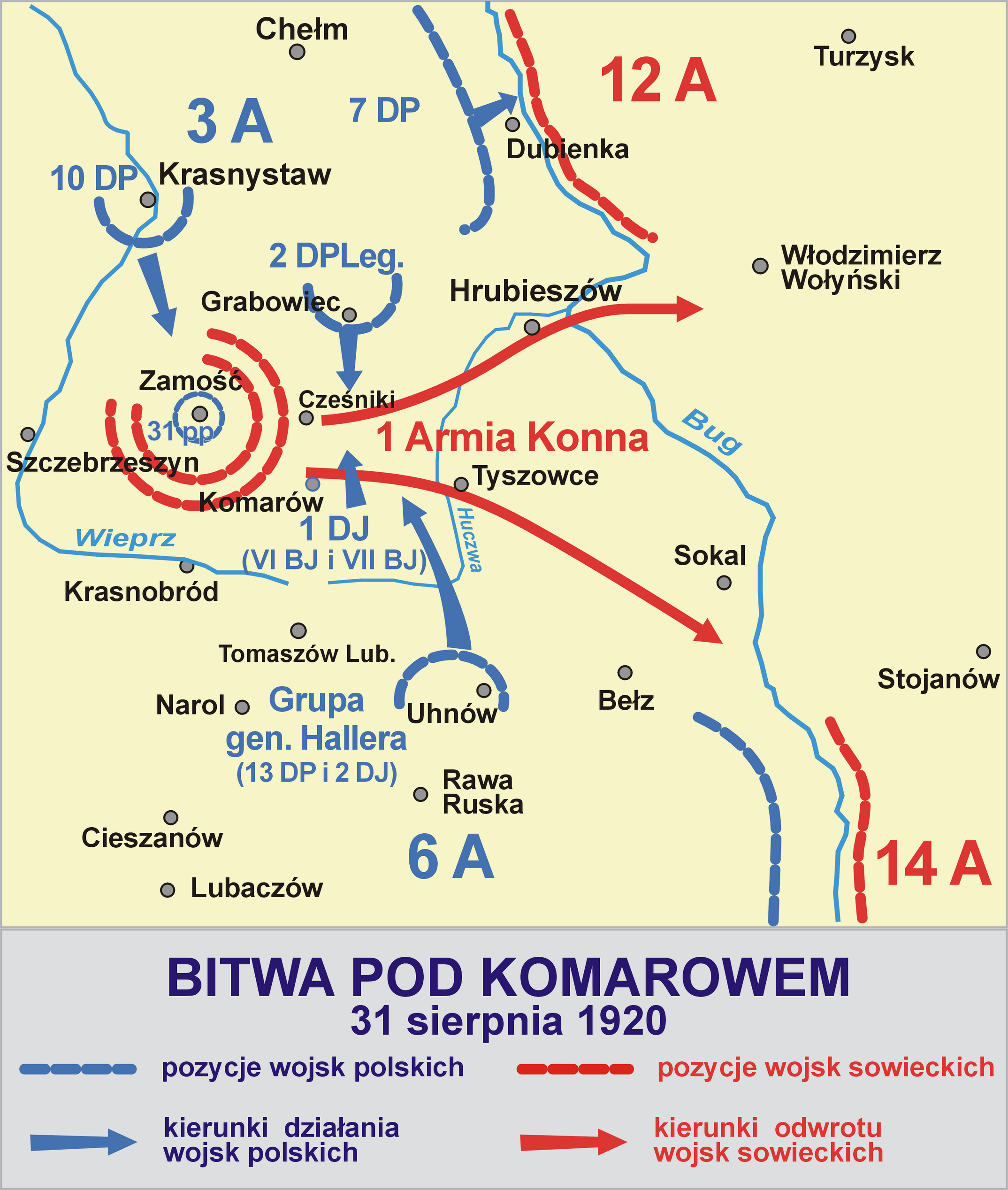
Bitwa pod Komarowem 1920

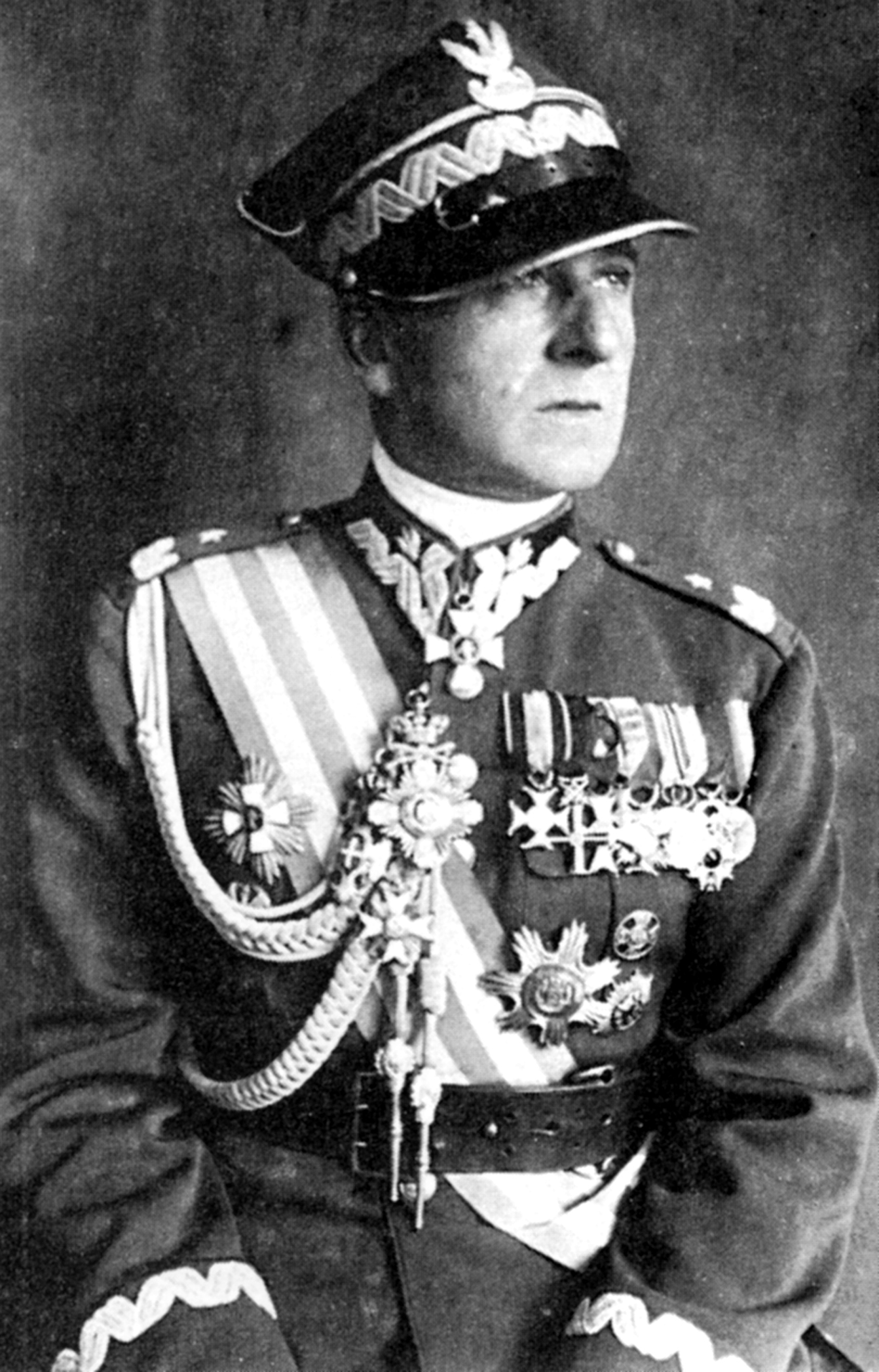
Болеслав Венява-Длугошовский, szef sztabu 1 DJ

1-я кавалерийская дивизия (пол. 1 Dywizja Jazdy, позже пол. 1 Dywizja Kawalerii) — соединение польской армии между мировыми войнами. Сформирована в 1919 году, частично из ветеранов польских легионов. Сыграла важную роль во время советско-польской войны.

## История
Дивизия была сформирована в 1919 году и состояла из шести полков, каждый из которых имел свою историю и состоял из ветеранов Первой мировой войны, служивших в австрийской, французской, немецкой и русской армиях. В этом отношении 1-я кавалерийская дивизия была ярким примером новой польской армии, в состав которой вошли солдаты с различным военным прошлым, но с общей целью защиты своей восстановленной страны.
Советско польская война
В конце апреля и начале мая 1920 дивизия под командованием Яна Ромера провела блестящий рейд на Казатин, открывший польской армии дорогу на Киев (занят 9 мая).
При отступлении из Киева дивизия сражалась в битве при Володарке (29 мая 1920), где она впервые столкнулась с Конармией во главе с Будённым. Дивизия сумела задержать противника, несмотря на шестикратное численное превосходство красных. Этот частный успех не смог остановить общее продвижение Красной армии и дивизия должна была отступить.
2 июля армия Будённого заняла Ровно и к началу августа подошла к Бродам. Здесь 1-я кавдивизия совместно с кавалерийским подразделением под командованием генерала Казимежа Савицкого вновь попыталась остановить 1-ю Конную (см. Битва под Бродами и Берестечком), но из-за ухудшения ситуации на северном фланге ей снова пришлось отступить.
31 августа 1920 года, вскоре после битвы под Варшавой, дивизия под командованием Юлиуша Роммеля нанесла тяжёлое поражение 1-й Конной в битве при Комарове, что положило конец планам Ленина принести революцию в Европу
Расформирование
В 1924 году 1-я кавалерийская дивизия, как и другие польские кавалерийские дивизии, была реорганизована. В 1929-30 годах дивизия вместе с 3-й и 4-й кавалерийскими дивизиями была расформирована по приказу Пилсудского, который пришёл к выводу, что кавалерия устарела. Только 2-я дивизия в Варшаве оставалась в качестве резервной силы для противодействия возможной попытке переворота.

### Комментарии
1. ↑  В 1903 году Будённый проходил срочную службу в  Приморском драгунском полку, где служил ротмистром командир 1-й кавалерийской дивизии А.С. Карницкий